# Lena Larsson (bandyspelare)
Lena Larsson är en svensk bandyspelare som utsågs till "årets tjej i svensk bandy" säsongen  1986/1987 samt blev stor tjej.
Från slutet av 1970-talet spelade hon för IF Boltics damlag, och man vann 70-iaden 1979 och 1980. Efter nio raka SM-finalmatcher och sex SM-titlar lade Boltic ner damlaget, och Lena Larsson började spela för Västerstrands AIK, där hon 36 år gammal spelade sin sista tävlingsmatch i SM-finalen säsongen 2000/2001.